# Namaquaduinmolrat
De namaquaduinmolrat (Bathyergus janetta)  is een zoogdier uit de familie van de Bathyergidae. De wetenschappelijke naam van de soort werd voor het eerst geldig gepubliceerd door Thomas & Schwann in 1904.

## Kenmerken
Dit kolonievormende dier heeft een bolronde romp met korte sterke poten, een zeer kleine staart en een grote kop, waarin zich enorme, vooruitstekende snijtanden bevinden. De rugvacht is donkerbruin, de flanken grijs, de kop en buik donkergrijs. De lichaamslengte bedraagt 17 tot 24 cm, de staartlengte 4 tot 5 cm.

## Voorkomen
De soort komt voor in het zuiden van Namibië en het westen van Zuid-Afrika in stuifduinen, zowel aan de kust als meer landinwaarts, waar het tot 200 meter lange gangen graaft.